# Metsaküla (Hiiumaa)
Koordinaten: 58° 57′ N, 22° 35′ O
Metsaküla ist ein Dorf (estnisch küla) in der Landgemeinde Hiiumaa (2013 bis 2017: Landgemeinde Hiiu, davor Landgemeinde Kõrgessaare) auf der zweitgrößten estnischen Insel Hiiumaa (deutsch Dagö).

## Beschreibung und Geschichte
Metsaküla (zu deutsch „Walddorf“) hat drei Einwohner (Stand 31. Dezember 2011).
Das Dorf ist von Mischwald umgeben. Durch den Ort fließen die beiden Bäche Riima oja und Kurisu oja.
Über die Entstehung der Siedlung ist wenig bekannt. Ende des 18. Jahrhunderts wurde es als Dorf Metza urkundlich erwähnt. Damals gehörte es zum Gut von Lauka und bestand bereits aus sechs Gehöften.
Bei Metsaküla wurde eine Axt aus der Jungsteinzeit gefunden. Der Zufallsfund wird auf die Zeit zwischen 3000 und 1500 vor Christus datiert.